# Giulio Oggioni
Giulio Oggioni (* 15. Juni 1916 in Villasanta, Provinz Mailand, Italien; † 26. Februar 1993 in Bergamo, Italien) war römisch-katholischer Bischof von Bergamo.

## Leben
Giulio Oggioni empfing am 3. Juni 1939 das Sakrament der Priesterweihe für das Bistum Lodi. Ab Oktober 1947 unterrichtete er Philosophie am Priesterseminar des Erzbistums Mailand in Venegono Inferiore. 1970 wurde er bischöflicher Vikar für die Ausbildung des Klerus.
Papst Paul VI. ernannte ihn am 28. September 1972 zum Bischof von Lodi. Die Bischofsweihe spendete ihm am 4. November 1972 der Mailänder Erzbischof Giovanni Kardinal Colombo; Mitkonsekratoren waren Giuseppe Amici, Erzbischof von Modena, und Ferdinando Maggioni, Weihbischof im Bistum Alessandria. Am 20. Mai 1977 wurde er von Papst Paul VI. zum Bischof von Bergamo ernannt. Die Amtseinführung fand am 28. August desselben Jahres statt. Im April 1981 empfing Oggioni Papst Johannes Paul II. zu einem Pastoralbesuch in Bergamo und in Sotto il Monte, dem Geburtsort von Papst Johannes XXIII.
Am 21. November 1991 nahm Johannes Paul II. seinen altersbedingten Rücktritt an. Er starb 1993 und wurde in der Krypta des Doms von Bergamo beigesetzt.